# Unsichtbare Gegner (1933)
Unsichtbare Gegner ist ein österreichischer Agenten- und Kriminalfilm aus dem Jahr 1933 des aus Hitler-Deutschland geflohenen Drehbuchautors Rudolf Katscher. In den Hauptrollen: Gerda Maurus, Paul Hartmann sowie die beiden Exilanten Oskar Homolka und Peter Lorre als Ganoven-Duo.

## Handlung
Der deutsche Ingenieur Peter Urgon arbeitet seit zwei Jahren auf einem Ölfeld der südamerikanischen Ölförderungsfirma Amazonas-Oil Company, deren bislang kräftig sprudelnden Quellen mittlerweile versiegt zu sein scheinen. Da er sich weigert, weiter tiefer zu bohren, wird er deswegen bezahlt und entlassen. Vor seiner Abreise fordert er sein damaliges Gutachten zurück, da dieses längst überholt ist und noch aus den Zeiten stammt, als das Öl in Strömen an die Erdoberfläche sprudelte. Leider wird ihm gesagt, dass dieses bereits in die Hände des Generaldirektor Señor Delmonte gelangt ist, der selbst bereits nach Berlin verreist ist, um dort die von ihm geleitete Gesellschaft schnellstmöglich zu verkaufen. Besagtes Gutachten wird vom Generaldirektor benötigt, um die Bedeutung der Firma hervorzuheben. Zwei sehr unterschiedliche Seiten zeigen an Delmontes Ölgeschäft großes Interesse: Da ist einmal der Brite Sir Thomas, der einem internationalen Konzern vorsteht, und die versiegenden Ölfelder zu erwerben versucht. Ihm gegenüber steht ein von einem gewissen Santos geführtes Verbrecherkonsortium, das lediglich daran interessiert ist, Delmonte den ausgezahlten Verkaufspreis abzuluchsen. Die Agenten Pless und Godfrey sollen für Santos die Drecksarbeit erledigen.
Als Ugron von Delmontes geplantem Schurkenstück erfährt, will er den anstehenden Deal verhindern. Noch bevor einer von ihnen auf das Schiff steigen kann, treffen sich Ugron und Delmonte, der Ugron davon überzeugen will, so bald wie möglich zurück zur Arbeit auf dem Ölfeld zurückzukehren – allerdings erfolglos.
Als Firmenchef Delmonte das Schiff nach Europa besteigt, heften sich Pless und Godfrey an dessen Fersen. Ebenfalls an Bord befindet sich die gleichfalls für Santos arbeitende Sybil Herford, eine ehemalige Tänzerin. Auch Peter Ugron kann im letzten Moment an Bord kommen. Da Santos verhindern will, dass Señor Delmonte in direkten Kontakt mit Sir Thomas gerät, lassen ihn die beiden Schurken Pless und Godfrey kurzerhand an Bord verschwinden. Auch Ugron, der die Pläne von Santos durchkreuzen könnte, soll ausgeschaltet werden. Doch dies erweist sich als recht schwierig, denn Sybil verliebt sich während der Schiffsreise in den stattlichen Deutschen und wird zu seinem Verbündeten. In Europa angekommen, rät sie ihren beiden Gangster-Kumpanen, Ugron bei der Polizei anzuzeigen und ihn verhaften zu lassen, damit dieser  aus dem Verkehr gezogen wird. In Wahrheit aber will die Frau ihre Liebe Ugron lediglich sicher vor dem Zugriff von Santos, Pless und Godfrey wissen. Doch die Dinge kommen ganz anders: Der in Delmontes Maske auftretende Godfrey wird beim Vertragsabschluss enttarnt und nimmt sich auf der Flucht in einem automatisch schließenden Banktresor selbst gefangen. Auch Santos und Pless werden dingfest gemacht. Ugron und Sybil können nun ein unbeschwertes Leben beginnen.

## Produktionsnotizen
Unsichtbare Gegner, auch bekannt unter dem Zweittitel Öl ins Feuer, entstand im Frühling 1933 im Sascha FilmindustrieTobis-Sascha-Atelier in Wien-Sievering, passierte am 22. Juni desselben Jahres die Filmzensur und wurde, trotz starker jüdischer Beteiligung, am 18. September 1933 in Berlin uraufgeführt. Die österreichische Premiere fand am 24. November 1933 in Wien statt.
Sam Spiegel hatte die Produktionsleitung, Erwin Scharf entwarf die Filmbauten. Für den Ton sorgte Alfred Norkus, Franz Hoffermann war Aufnahmeleiter.
Die aus dem nationalsozialistischen Deutschland soeben nach Wien geflohenen Darsteller Homolka, Lorre, Leonard Steckel, Jaro Fürth und Jack Mylong-Münz sowie Kameramann Eugen Schüfftan und Filmarchitekt Scharf fanden hier ihre erste Beschäftigung im Exil.
Die 18-jährige Maria Holst gab in Unsichtbare Gegner ihr Filmdebüt.
Unter der Regie von Katscher und Henri Decoin wurde auch eine französischsprachige Version mit dem Titel Les réquins du pétrole angefertigt. Peter Lorre und Raoul Aslan spielten ihre Rollen auch in dieser Fassung.

## Kritiken
Paimann’s Filmlisten resümiert: „Ohne haltbare Voraussetzungen, aber psychologisch sorgfältig unterbaut, entschädigt das Sujet für oft mangelnde Wahrscheinlichkeit durch packende Details und szenisch dankbare Situationen. Die Regie arbeitet die Charaktere scharf heraus, führt das Ensemble zu eindrucksvollen, überzeugenden Leistungen.“
Auf film.at heißt es: „Ein düsterer Noir-Krimi, dessen fulminantes Finale ganz dem denkwürdigen Schurkengespann Oskar Homolka und Peter Lorre gehört.“